# Ophrys personei
Ophrys personei är en orkidéart som beskrevs av Fabrizio Cortesi. Ophrys personei ingår i ofryssläktet, och familjen orkidéer.
Artens utbredningsområde är Italien. Inga underarter finns listade i Catalogue of Life.